# Joschka Fischer
Joseph Martin "Joschka" Fischer, född 12 april 1948 i Gerabronn, är en tysk politiker (Allians 90/De gröna), som var utrikesminister och vice förbundskansler i Gerhard Schröders regering 1998–2005.
Joschka Fischer deltog som ung i den västtyska studentrörelsen. Han var 1983-85 och 1994-2006 förbundsdagsledamot för miljöpartiet Die Grünen (som sedan 1993 heter Bündnis 90/Die Grünen). 1985-94 var Fischer aktiv i delstatspolitiken i Hessen, 1985-87 och 1991-94 som energi- och miljöminister i delstatsregeringen.
I samband med förbundsdagsvalet 1998 bildades en koalition mellan SPD och Bündnis 90/Die Grünen vilket i sin tur ledde till att Fischer utsågs till Tysklands utrikesminister. Joschka Fischer var fram till 2005 utrikesminister men avgick efter valet när SPD gick i koalition med CDU/CSU.

## Berömda tal
- Tal vid Humboldtuniversitetet den 12 maj 2000. Talet handlar om EU:s framtid.

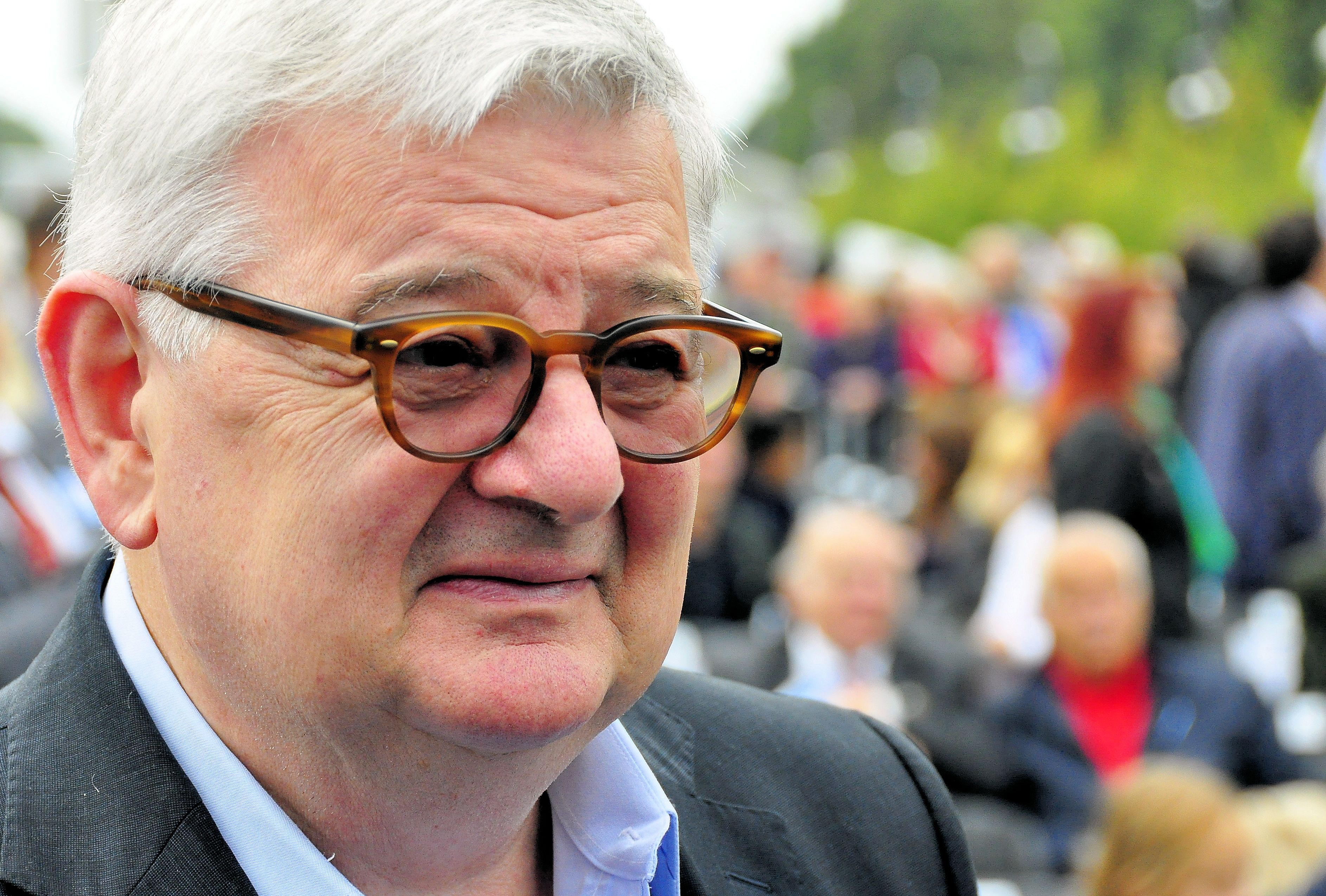
Joschka Fischer, 2014.
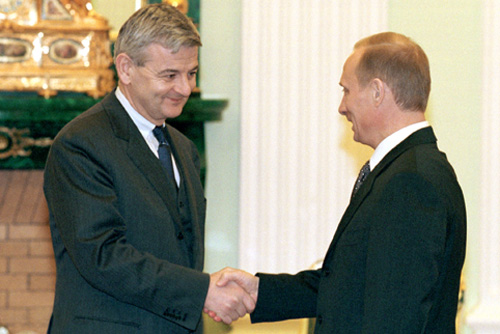
Joschka Fischer och Vladimir Putin, 2001.